# Zurna
Zurna (em armênio: զուռնա, zuṙna, em armênio antigo: սուռնա suṙna, turco: zurna, turco otomano: ﺰﻮﺮﻨﺎ zurnâ), é um instrumento de sopro tocado na Eurásia central, no o. Geralmente é acompanhado por um davul (bumbo) na música folclórica da Anatólia e da Assíria. Durante muito tempo, a zurna, em vez do clarinete, foi o instrumento de sopro mais característico dos músicos romanos na Turquia.
Consiste em um tubo de madeira que se alarga na extremidade de forma cônica, e cinco ou sete orifícios para os dedos; é uma parente distante da sorna da Ásia central ou do Mizmar árabe; no passado, esse instrumento era confeccionado de madeira mas modernamente é produzido em outros materiais, seu comprimento varia de 45 a 60 centímetros e mesmo além.
A zurna do Azerbaijão é semelhante, mas não a mesmo conhecida na Turquia. A zurna azeri é uma charamela cônica, muitas vezes esmaltada e ornamentada com lazurita e prata, com um som estridente.

## Europa
Com as conquistas otomanas, a zurna chegou ao sudeste da Europa, onde ainda é bastante conhecida: no norte da Macedônia como zurla, na Albânia, como surle, na Romênia como surla e na Bulgária como zournas.